# 가톨릭중앙의료원
가톨릭중앙의료원은 가톨릭대학교 부속 병원을 총괄하는 가톨릭학원의 조직이다.

## 부속병원
1. 서울성모병원(서울특별시 서초구 반포대로 224)
2. 여의도성모병원(서울특별시 영등포구 63로 10)
3. 의정부성모병원(경기도 의정부시 천보로 271)
4. 부천성모병원(경기도 부천시 소사로 327)
5. 인천성모병원(인천광역시 부평구 동수로 56)
6. 성빈센트병원(경기도 수원시 팔달구 중부대로 93)
7. 대전성모병원(대전광역시 중구 대흥로 64)
8. 은평성모병원(서울특별시 은평구 통일로 1021)

- 2009년 강남성모병원 인근에 새병원을 건립하고 서울성모병원으로 개명하였다.
- 인천 성모자애병원은 2008년 인천성모병원으로 이름을 개칭했다.
- 부천 성가병원은 부천성모병원으로 이름을 개칭했다.
- 성바오로병원(서울특별시 동대문구 왕산로 180)은 2019년 3월 22일을 끝으로 폐원하고, 은평구로 이전하여 2019년 4월 1일 은평성모병원으로 개원했다.